# Spoorlijn Rennes - Redon
De spoorlijn Rennes - Redon is een Franse spoorlijn van Rennes naar Redon. De lijn is 71,2 km lang en heeft als lijnnummer 468 000.

## Geschiedenis
De lijn werd geopend door de Compagnie des chemins de fer de l'Ouest op 21 september 1862.

## Treindiensten
De SNCF verzorgt het personenvervoer op dit traject met TGV en TER treinen.
| Serie      | Treinsoort | Route | Bijzonderheden                          |
| ---------- | ---------- | --- | --------------------------------------- |
| Ouigo 7610 | TGV (SNCF) | Paris-Montparnasse – Le Mans – Laval – Rennes – [ Saint-Brieuc – Guingamp – Morlaix – Brest ] / [ Vannes – Auray – Lorient – Quimper ] |                                         |
| TGV 8700   | TGV (SNCF) | Paris-Montparnasse – Laval – Rennes – Vannes – Lorient – Quimper                                                                       |                                         |
| C 2        | TER (SNCF) | Rennes – Bruz – Guichen - Bourg-des-Comptes – Messac - Guipry                                                                          | Sjabloon:Tabelrij treinserie TER 856100 |
| K 2        | TER (SNCF) | Rennes – Vannes – Lorient – Quimper |                                         |

## Aansluitingen
In de volgende plaatsen is of was er een aansluiting op de volgende spoorlijnen:
Rennes
RFN 420 000, spoorlijn tussen Paris-Montparnasse en Brest
RFN 466 000, spoorlijn tussen Châteaubriant en Rennes
Messac - Guipry
RFN 463 000, spoorlijn tussen Châteaubriant en Ploërmel
Beslé
RFN 465 000, spoorlijn tussen Beslé en Blain
Massérac
RFN 464 000, spoorlijn tussen Saint-Vincent-des-Landes en Massérac
aansluiting côté Rennes
RFN 468 306, raccordement van Redon
Redon
RFN 470 000, spoorlijn tussen Savenay en Landerneau
RFN 470 506, havenspoorlijn Redon

## Elektrische tractie
De lijn werd in 1991 geëlektrificeerd met een spanning van 25.000 volt 50 Hz. 

## Galerij

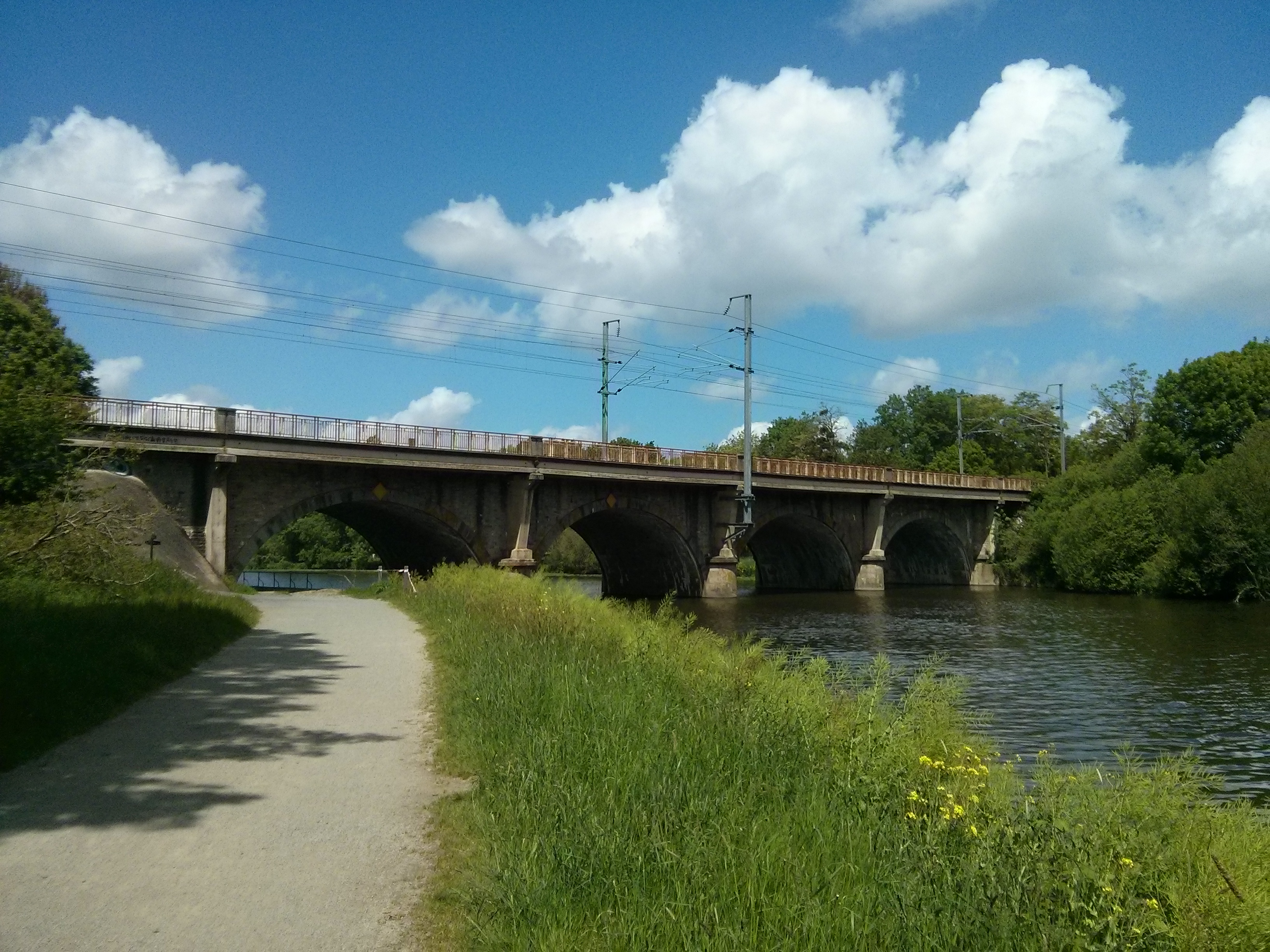
Spoorbrug over de Vilaine bij Bruz
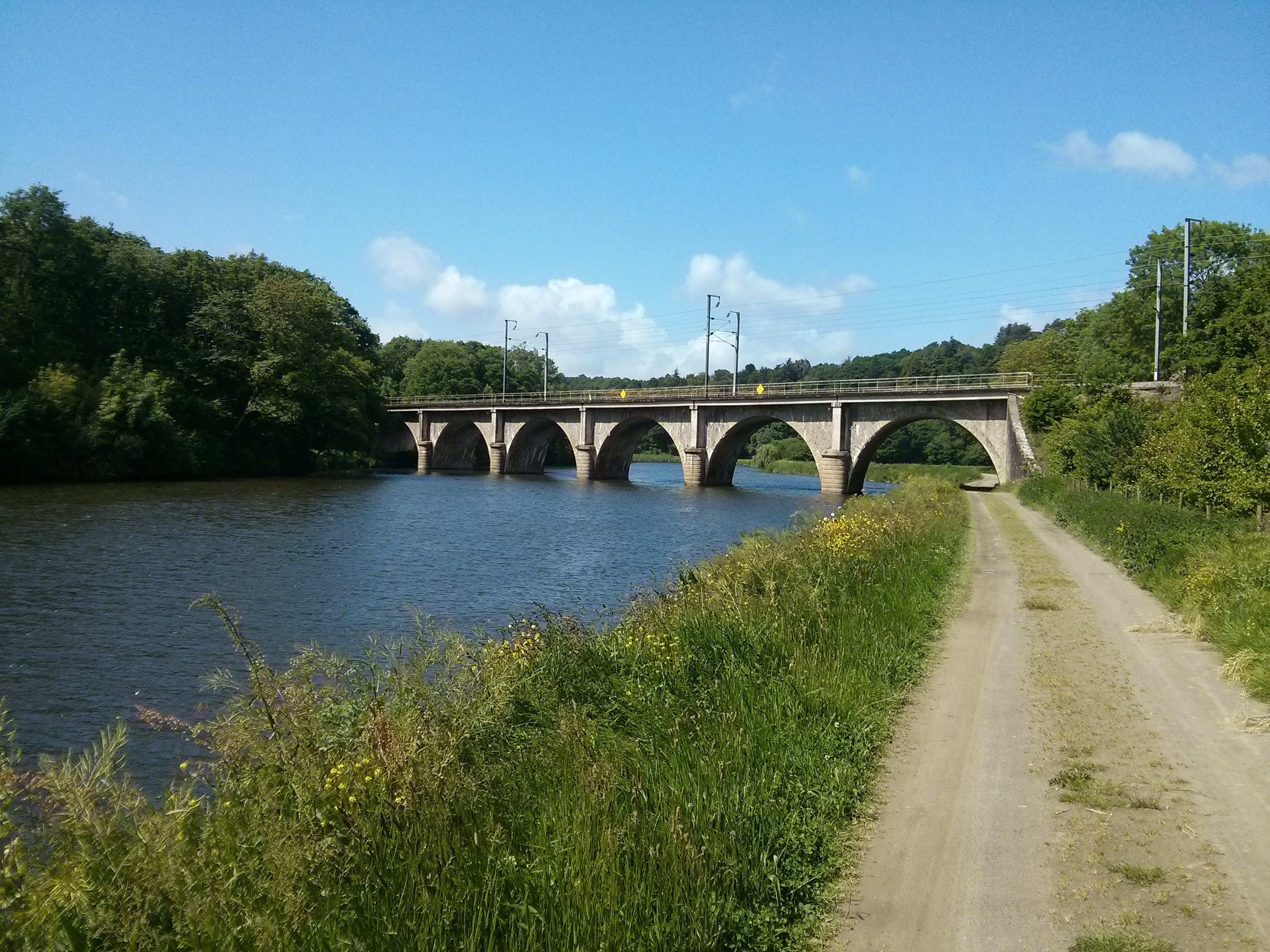
Spoorbrug over de Vilaine bij Saint-Senoux
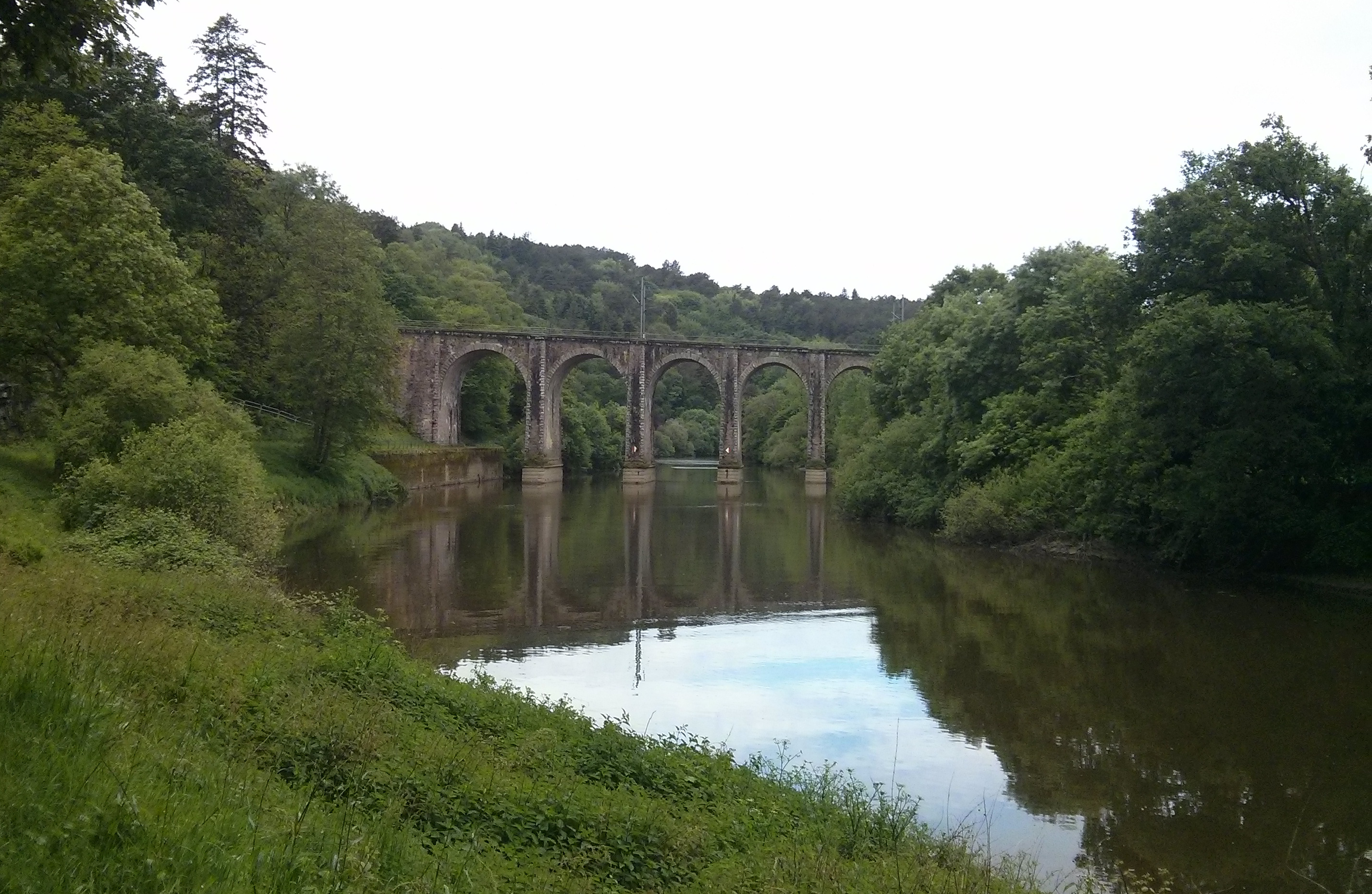
Spoorbrug over de Vilaine bij Corbinières
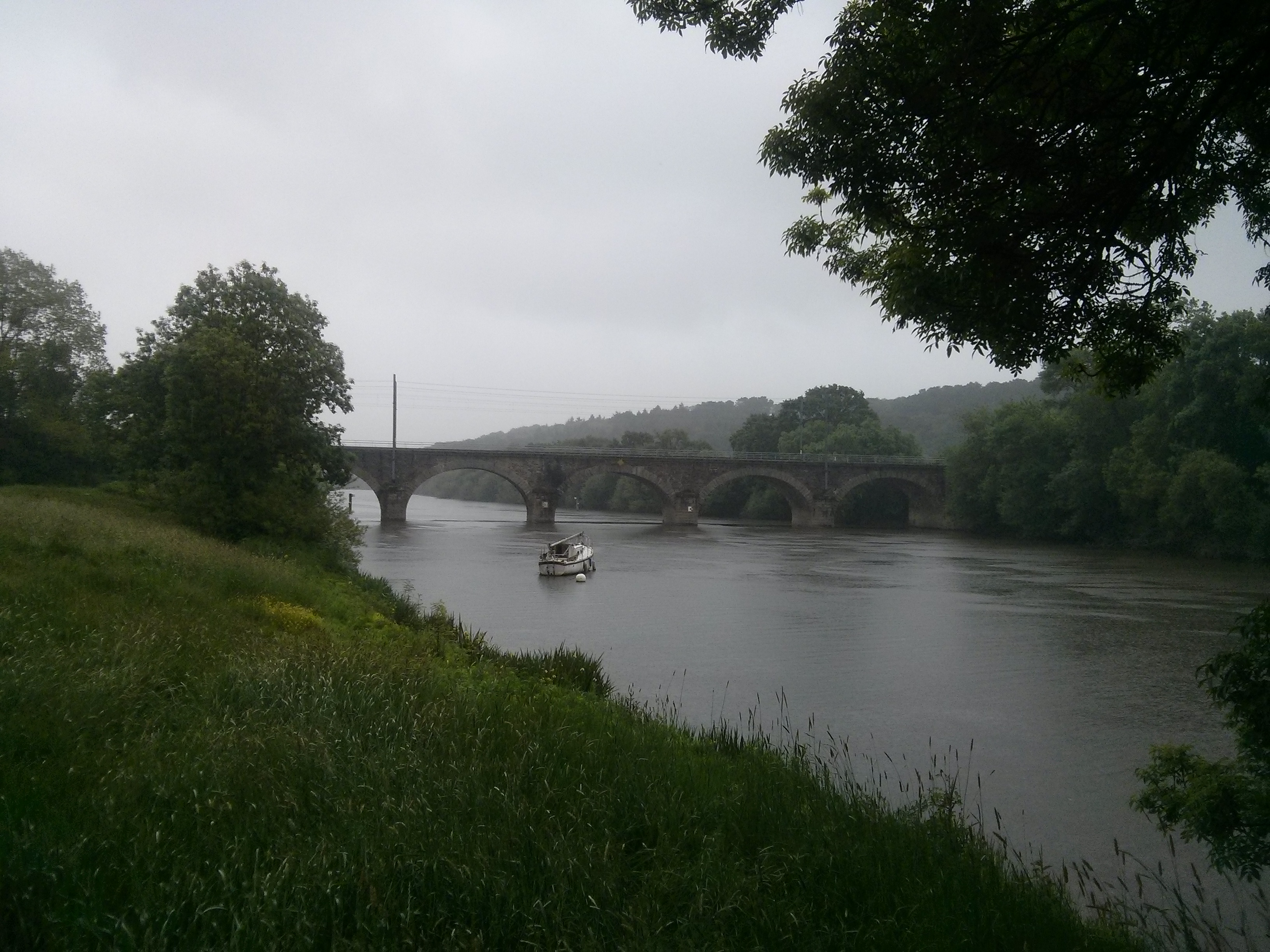
Spoorbrug over de Vilaine bij Langon
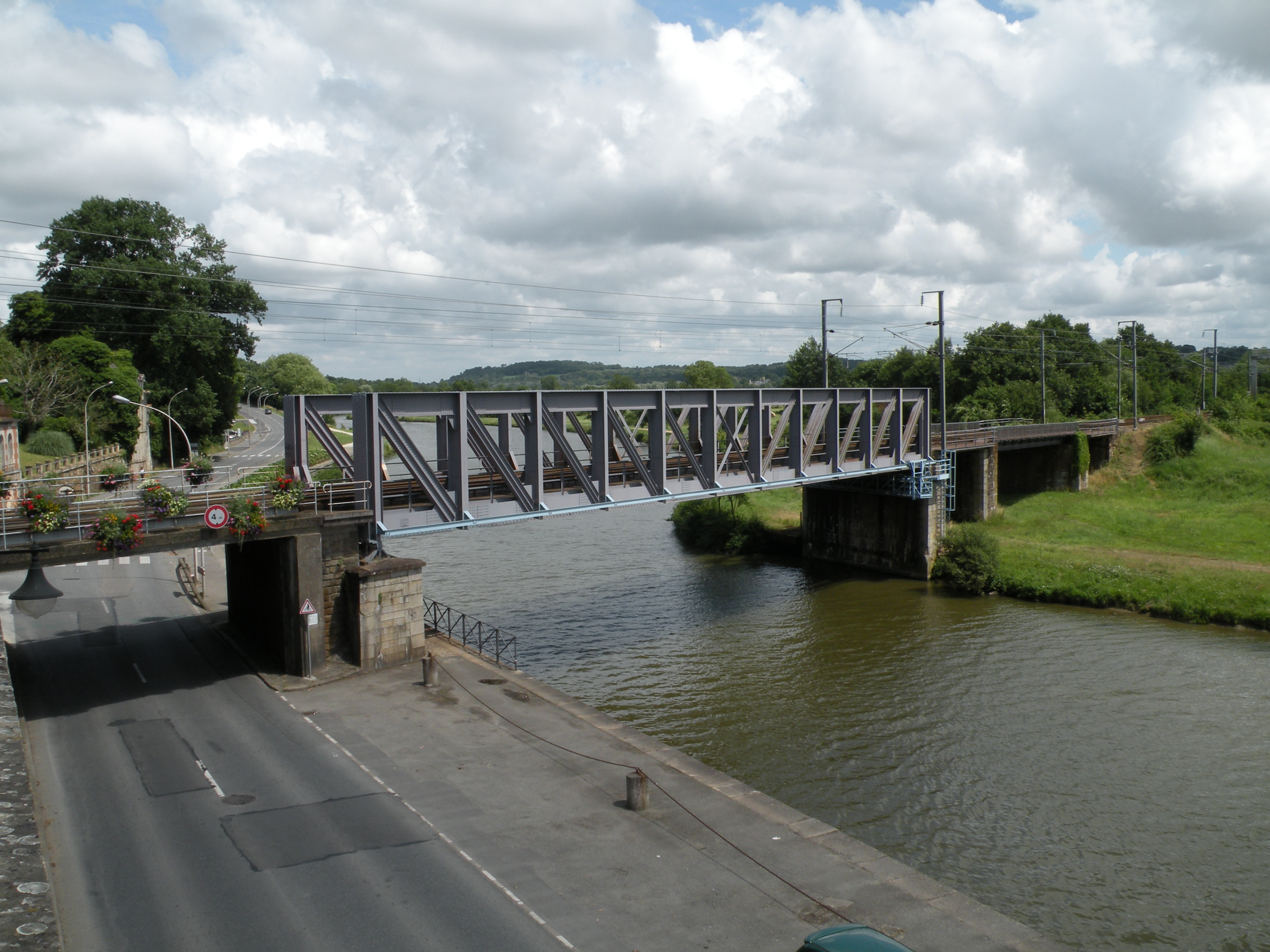
Spoorbrug over de Vilaine bij Redon